# Sārūjeh-ye Soflá
Sārūjeh-ye Soflá (persiska: ساروجه سفلی) är en ort i Iran.   Den ligger i provinsen Västazarbaijan, i den nordvästra delen av landet, 400 km väster om huvudstaden Teheran. Sārūjeh-ye Soflá ligger 1 448 meter över havet och antalet invånare är 109.
Terrängen runt Sārūjeh-ye Soflá är huvudsakligen kuperad, men norrut är den platt.Runt Sārūjeh-ye Soflá är det ganska glesbefolkat, med 47 invånare per kvadratkilometer. Närmaste större samhälle är Shāhīn Dezh, 6,3 km nordost om Sārūjeh-ye Soflá. Trakten runt Sārūjeh-ye Soflá består i huvudsak av gräsmarker.